# Daniel Londas
Daniel Londas (* 17. Mai 1954 in Fort-de-France, Martinique, Frankreich) ist ein ehemaliger französischer Boxer im Superfedergewicht.

## Amateur
Bei den Amateuren nahm Londas sowohl 1978 an den Boxweltmeisterschaften in der serbischen Hauptstadt Belgrad teil als auch bei den Olympischen Spielen 1980 in Moskau, konnte allerdings in beiden Wettbewerben keine Medaille erringen.

## Profi
Am 21. März 1992 bezwang er den Tunesier Kamel Bou-Ali durch eine geteilte Punktrichterentscheidung und errang dadurch den Weltmeistertitel des Verbandes WBO. Diesen Gürtel verlor er allerdings bereits in seiner ersten Titelverteidigung an den Dänen Jimmi Bredahl durch Mehrheitsentscheidung.